# 卡薩拉特河
46°00′07″N 8°57′43″E / 46.001916°N 8.961806°E

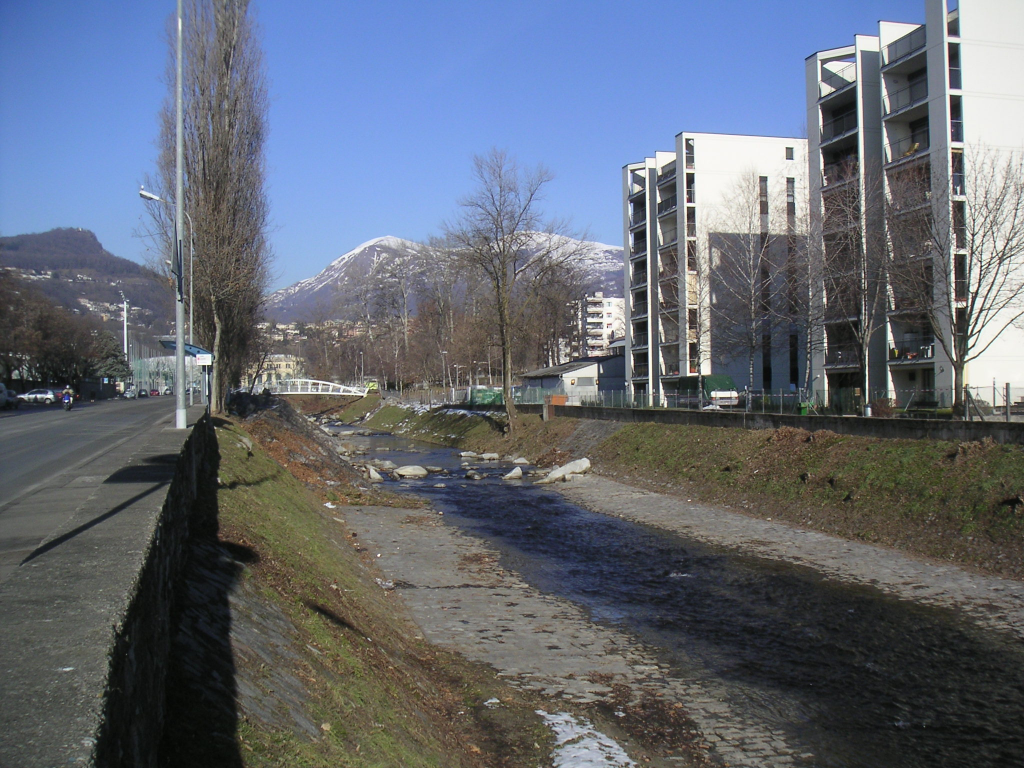

卡薩拉特河是瑞士的河流，位於該國南部，流經提契諾州，屬於特雷薩河的支流，河道全長17公里，流域面積76平方公里，發源自博尼奧，最終在盧加諾注入盧加諾湖。